# Looking 'Em Over
Looking 'Em Over è un cortometraggio muto del 1917 diretto da Louis Chaudet.

## Produzione
Il film fu prodotto dalla Nestor Film Company e dall'Universal Film Manufacturing Company.

## Distribuzione
Il copyright del film è datato 24 agosto 1917. Distribuito dall'Universal Film Manufacturing Company, il cortometraggio uscì nelle sale cinematografiche USA il 3 settembre 1917.